# 索爾特克里克鎮區 (印地安納州第開特縣)
索爾特克里克鎮區（英語：Salt Creek Township）是位於美國印地安納州第開特縣的一個行政鎮區。

## 地方資料
根據2010年美國人口普查的數據，索爾特克里克鎮區的面積為77.30平方千米，當中陸地面積為77.30平方千米，而水域面積為0.00平方千米。當地共有人口1179人，而人口密度為每平方千米15.25人。